# TOBike

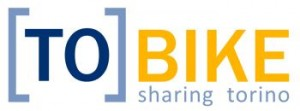
Il logo del servizio Bike

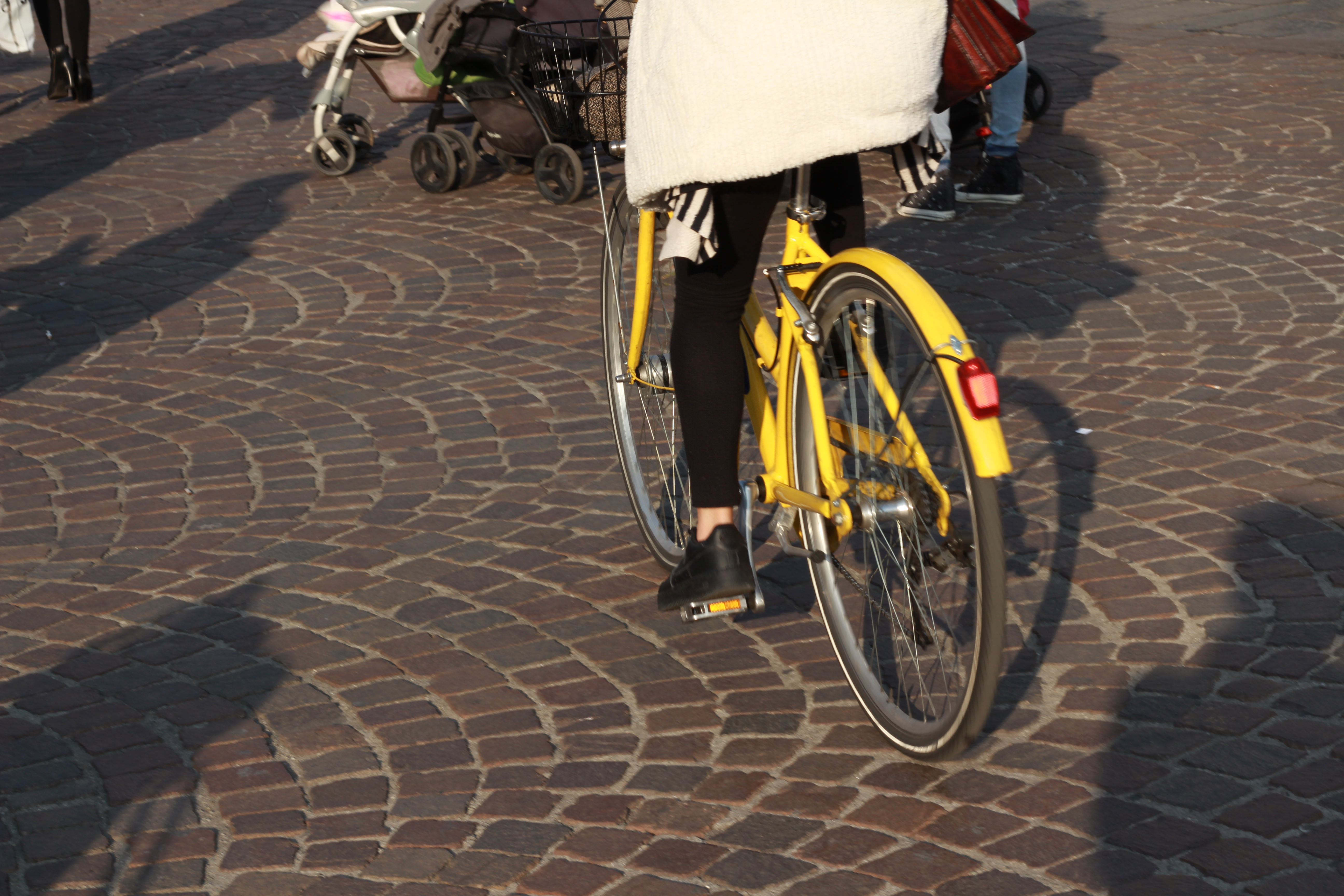
Una bicicletta gialla del servizio Bike a Torino.

Il [TO]Bike è stato un servizio di bike sharing attivo a Torino e nella sua area metropolitana dal 6 giugno 2010 fino al 12 febbraio 2023.
Si basava su una rete di quasi 200 ciclostazioni situate in città (di cui alcune ancora in progetto), più altre 32 dislocate nei comuni di Venaria Reale, Collegno, Grugliasco, Rivoli, Alpignano e Druento, tutti confinanti con Torino nella zona nord-ovest.
Il servizio, a pagamento, permetteva agli utenti di prelevare e di riconsegnare le biciclette 24 ore su 24 in qualunque postazione attiva. Ogni ciclostazione aveva un numero di stalli variabile ed era attivo un servizio di riposizionamento delle biciclette tra le varie postazioni per garantire una giusta proporzione tra bici disponibili e stalli liberi per il deposito dei mezzi. Una squadra di meccanici ispezionava giornalmente le biciclette presenti nelle ciclostazioni ed effettuava riparazioni, laddove fosse necessario. Era disponibile un numero verde per segnalare malfunzionamenti o avere informazioni sul servizio.

## Storia

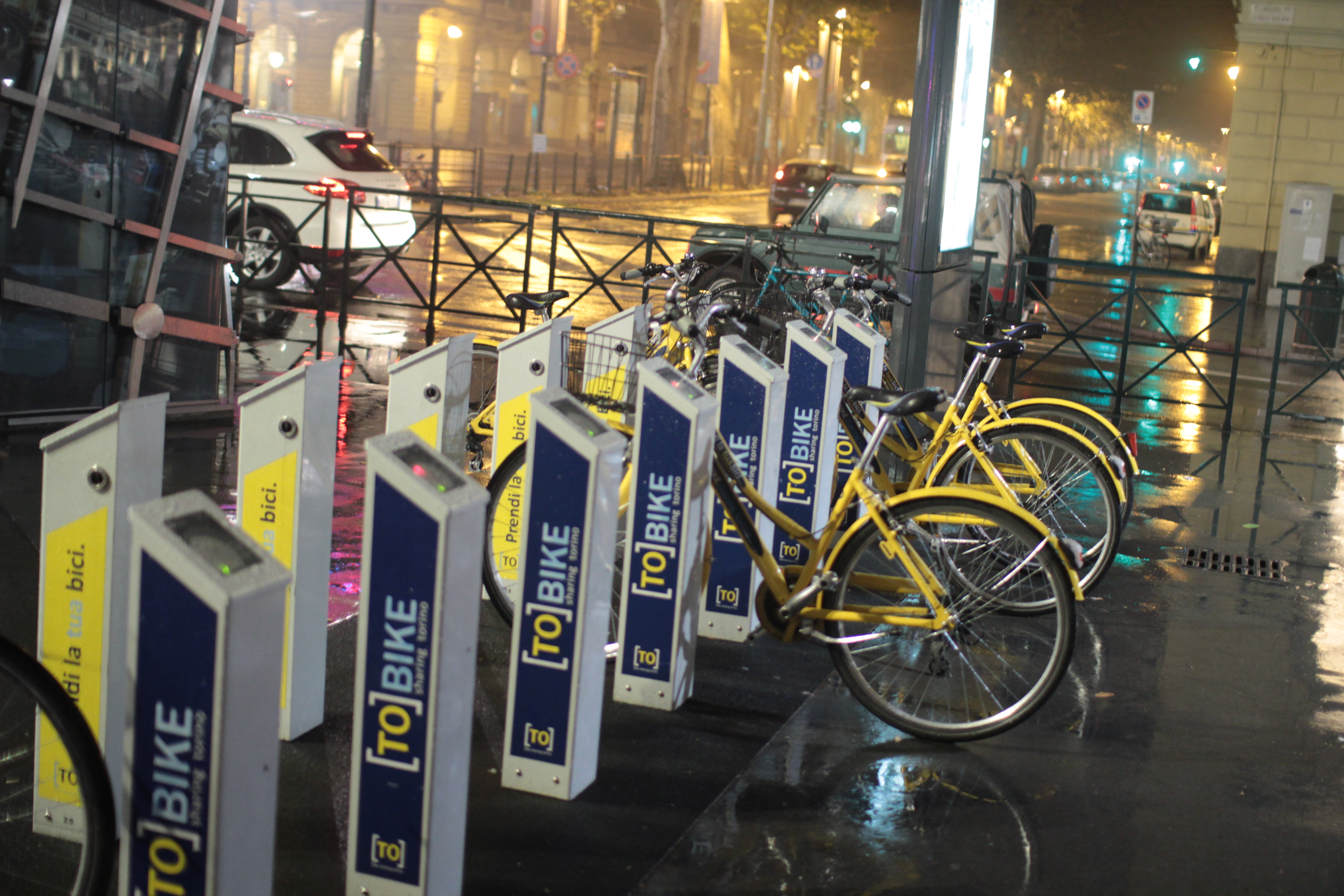
Una ciclostazione Bike in Piazza Carlo Felice

Nella fase iniziale erano previste 118 ciclostazioni, inaugurate a partire dal giugno 2010. Dall'estate 2012, il servizio [TO]Bike fu integrato con BiciInComune, già attivo in alcuni comuni della cintura torinese, che permise di aggiungere altre trentotto stazioni alla rete. Il 29 gennaio 2013 a Torino si inaugurò la centesima postazione – identificata con il numero 87, e situata presso il Tribunale – in presenza di Piero Fassino, sindaco di Torino, e di Enzo Lavolta, assessore all'Ambiente.
Sempre nel corso del 2013 si annunciò l'ampliamento del servizio con altre cinquantotto postazioni attrezzando zone non coperte dal servizio, come la zona nord-ovest, e migliorare il collegamento degli stalli della città con quelli degli altri comuni coperti dal servizio.
Nel 2020, si acquistarono le biciclette del servizio che la fallita Ofo svolgeva a Milano, adattandole allo scopo.
Nel 2021, il comune di Torino prese in considerazione l'idea di interrompere la concessione di BiciInCittà, per inadempimento degli obiettivi stabiliti, e indisse un nuovo bando per individuare nuovi operatori di micromobilità, tra cui anche i servizio di bikesharing. Tuttavia, poco meno di una settimana dopo, il comune di Torino cambiò idea e rinnovò il contratto con BiciInComune fino al 12 dicembre 2023.
Nel 2022, il concessionario rinnovò 103 postazioni dismettendone altre sessantanove e riposizionandone diciotto, ma numerosi furti e atti vandalici ridussero la disponibilità delle biciclete in servizio da 1100 a 300 unità.
Il 12 febbraio dell'anno seguente, al termine della concessione l'amministrazione comunale torinese decise di non rinnovarla, segnando la fine del servizio.

## Finanziamento del progetto
La costruzione delle ciclostazioni Livorno e Umbria è stata finanziata dalla SISAL, vista la vicinanza di esse alla Sisal Unicity di via Livorno. Questo finanziamento ha suscitato diverse polemiche, poiché il comune di Torino aveva da tempo avviato una campagna contro il gioco d'azzardo. Nel 2014 ha aperto anche la stazione Livorno 2: la sua costruzione è stata finanziata dal contiguo parco commerciale Dora.

## Modalità del servizio
Tutti gli utenti, per usufruire del servizio, dovevano essere dotati di una tessera RFID ricaricabile, che, in base all'abbonamento scelto, varia di prezzo. Erano disponibili formule giornaliere, settimanali e annuali; qualunque sia la soluzione scelta la tessera era rilasciata presso l'ufficio di Torino, oppure spedita dopo la sottoscrizione e il pagamento su internet. L'abbonamento poteva essere caricato anche sul BIP, la tessera unica dei trasporti della Regione Piemonte. Era anche possibile iscriversi tramite applicazione e sbloccare bici con la stessa.